# 国际钟表业博物馆

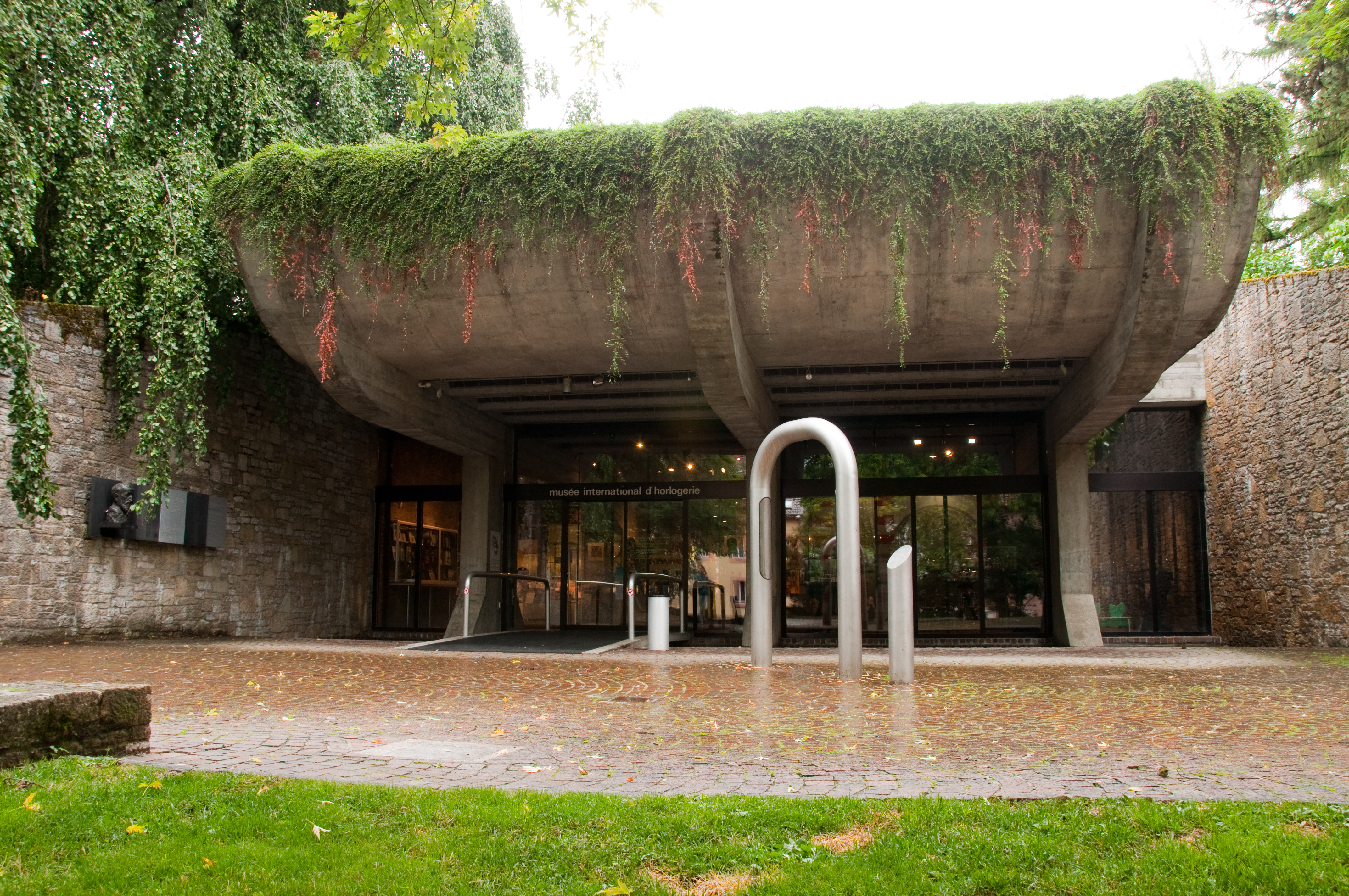

国际钟表业博物馆（Musée international d'horlogerie，MIH）是一座位于瑞士拉绍德封的博物馆，专注于致力于钟表及测量时间的仪器。博物馆由拉绍德封市拥有和管理，被列为瑞士国家和区域重要文化财产名录。
博物馆建筑建于1972 -1974年，由苏黎世建筑师皮埃尔•佐利（Pierre Zoelly）和乔克斯•德•方尼尔（Chaux d e Fonnier Georges-J.Haefeli）设计，包括三层的地下的地下空间。两位建筑师的作品获得了1977年混凝土建筑奖。1978年，国际钟表业博物馆荣获1977年欧洲博物馆奖，表彰博物馆学家谢尔盖•切尔丁等人的作品。该馆的室内设计材质典雅，气氛诗意。